# Monica Niculescu
Monica Niculescu (n. 25 septembrie 1987, Slatina, Olt, România) este o jucătoare română de tenis. S-a născut în Slatina, Județul Olt, dar familia ei s-a mutat la București când Monica avea 4 ani. Este antrenată de Călin Stelian Ciorbagiu.

## Carieră

### 2009
Niculescu a deschis sezonul cu Brisbane International, unde a pierdut în meciul cu Tsvetana Pironkova, în prima rundă, în 3 seturi. De asemenea a pierdut în prima rundă la Moorilla Hobart International, în meciul cu Alyona Bondarenko. La Openul Australian, Monica a bătut-o pe Katie O'Brien în prima rundă (6-4,6-4), înainte să piardă în meciul cu Sara Errani în a doua rundă (6-2,6-3). Alături de Sorana Cîrstea, Niculescu a fost a paisprezecea pereche favorită în turneul de dublu feminin. Au pierdut în meciul cu Nathalie Dechy și Mara Santangelo în a doua rundă (6-3, 6-3).
La Open GDF Suez ce s-a ținut în Paris, Niculescu a învins-o pe Timea Bacsinszky în prima rundă, înainte să piardă cu eventuala campioană Amélie Mauresmo în al doilea tur. Apoi a luat parte la Barclays Dubai Tennis Championships în Dubai. A bătut-o pe Shuai Peng în primul tur, în trei seturi (3-6,7-5,6-2), iar apoi a pierdut în meciul cu a treia jucătoare a lumii, Jelena Janković în a doua rundă (6-3,6-2). La dublu, Monica Niculescu a avut-o parteneră pe Elena Vesnina, cele două ajungând în sferturile de finală. Au pierdut în meciul cu Anabel Medina Garrigues și Francesca Schiavone. Niculescu a avut două înfrângeri consecutive în runda inaugurală, la BNP Paribas Open în Indian Wells, California și Sony Ericsson Open în Miami, Florida. Cu altă parteneră, Alisa Kleybanova, s-a calificat în sferturile de finală, în BNP Paribas Open, dar cele două au pierdut meciul cu Maria Kirilenko și Flavia Pennetta. Niculescu s-a retras de la Andalucía Tennis Experience și Barcelona Ladies Open (Spania) din cauza rănirii la antebraț.

### 2010
Monica Niculescu începe sezonul cu turneul WTA de la Auckland (Noua Zeelandă) unde, venită din calificari, pierde în primul tur cu jucătoarea franceză Virginie Rozzano, locul 19 WTA la acea vreme. La Australian Open Monica Niculescu nu reușește să se califice  în turul 2, deoarece pierde cu Jelena Jankovic, numărul 8 mondial la acea vreme. La French Open, Niculescu ajunge in ultimul tur al calificarilor,  dar nu reușește să se califice mai departe, deoarece pierde cu scorul de 4-6 7-6(3) 8-10 în fața japonezei Kurumi Nara. La Wimbledon, Monica Niculescu reușește să se califice în turul 2, unde pierde cu a zecea favorită, Flavia Pennetta. În iulie 2010 Monica reușește să câștige turneul ITF de la Luxemburg, învingând-o în finală pe sportiva franceză Mathilde Johansson cu scorul de 6-3 6-3, la același turneu, ea se impune și în proba de dublu, alături de canadianca Sharon Fichman. La US Open , trece de calificări, și ajunge în turul 1, unde este învinsă în 3 seturi de Victoria Azarenka. 
Monica Niculescu, încheia anul 2010 pe locul 83 în clasamentul mondial de simplu și 30 în clasamentul mondial de dublu.

### 2011
Monica Niculescu începe anul, prin a se califica în premieră personală în turul 3 la AustralianOpen, unde pierde în fața favoritei 6, italianca Francesca Schiavone. La turneul american Indian Wells, Niculescu, venită din calificări, reușește să ajungă în turul 2, dar pierde în 3 seturi, în fața franțuzoaicei Marion Bartoli, numărul 17 mondial. La turneul Estoril, desfășurat în Portugalia, Monica reușește să ajungă în semifinale, dar este învinsă în două seturi de Anabel Medina Garrigues. La French Open este eliminată încă din turul 1 de către sportiva belgiancă Yanina Wickmayer, iar la Wimbledon pierde în turul al doilea în fața spanioloaicei María José Martínez Sánchez. La US Open reușește să ajungă în turul 4, trecând de cehoaica Lucie Safarova și de românca Alexandra Dulgheru, dar pierde în fața jucătoarei din Germania Angelique Kerber. La turneul chinez din Beijing, Monica Niculescu, venită din calificări, o învinge pe favorita numărul patru a turneului, chinezoaica Na Li, dar pierde în semifinale cu jucătoarea din Germania  Andrea Petkovic, numărul 11 mondial. Monica Niculescu joacă finala turneului WTA de la Luxemburg, finală pe care o pierde în fața Victoriei Azarenka, numărul 3 mondial la acea vreme.
În 2011, Monica încheie sezonul pe locul 30 mondial la simplu și 50 mondial la dublu.

### 2012
În 2012, Monica Niculescu începe prin a câștiga turneul de la Hobart (Australia), în proba de dublu, având-o ca parteneră pe românca Irina-Camelia Begu. La Australian Open, Monica ajunge până în turul 3 la simplu și până în sferturi la dublu.  În turneul WTA din Doha (Qatar), Niculescu pierde în sferturile de finală, în fața australiencei Samantha Stosur. La turneul WTA din capitala Belgiei, Monica pierde în fața Simonei Halep, iar la French Open, Wimbledon și US Open nu reușește să se califice în turul 2. La turneul din Luxemburg, Monica Niculescu pierde în finală în fața americancei Venus Williams, iar la Poitiers (Franța) în semifinale cu Elena Vesnina. Niculescu încheie sezonul, cucerind un titlu la Nantes (Franța).
Monica Niculescu încheie anul 2012 pe locul 58 mondial la simplu și 27 mondial la dublu.

### 2013
În 2013, Monica joacă semifinale la Shenzhen (China) și sferturi de finală la Hobart (Australia), ambele pierdute. La Australian Open, Monica Niculescu pierde în primul tur în fața numărului 1 mondial Victoria Azarenka.
La turneul  de la Florianopolis (Brazilia), Monica, câștigă primul titlu WTA, învingând-o în finală pe rusoaica Olga Puchkova.
La turneele de la French Open, Wimbledon și US Open, nu reușește să treacă în turul 2. La dublu, Monica joacă două finale, pe care le pierde. 
Monica Niculescu încheie anul 2013 pe locul 60 mondial la simplu și 70 mondial la dublu.

### 2014
La Australian Open, Monica Niculescu reușește să se califice în turul 3, dar pierde în două seturi în fața rusoaicei Ekaterina Makarova. La French Open pierde în turul 2, iar la Wimbledon în turul 1. La turneul WTA de la București, Monica ajunge în faza semifinalelor, unde pierde în 3 seturi în fața numărului 3 mondial, Simona Halep. La US Open pierde în turul 2, în fața cehoaicei Barbora Strycova. La Guangzhou (China), câștigă al doilea titlu WTA, în fața numărului 22 mondial, Alizé Cornet. La dublu, câștigă turneele de la Shenzhen (China) și Hobart (Australia), alături de cehoaica Klara Koukalova.
Monica Niculescu încheie anul 2014 pe poziția 47 mondială la simplu și 38 mondială la dublu.

### 2015
La Australian Open, Monica Niculescu nu reușește să treacă în turul 2, deoarece pierde în fața australiencei Samantha Stosur. La turneele de la Indian Wells și Miami (SUA), nu reușește să se califice în turul 3, deoarece pierde în fața numărului 1 mondial , Serena Williams.  Monica se impune la turneul ITF de la Marseille (Franța) în fața favoritei 8 a turneului, franțuzoaica Pauline Parmentier. La turneul WTA din Nottingham (Marea Britanie), Monica Niculescu, reușește să o învingă în primul tur pe Varvara Lepchenko, numărul 37 WTA, în semifinale pe  Agnieszka Radwanska, numărul 13 mondial, iar în finală pierde în fața jucătoarei din Croația Ana Konjuh. La Wimbledon reușește să se califice în premieră în turul 4, unde pierde în fața favoritei 4, elvețianca Timea Bacsinszky. La turneul WTA din București o învinge în sferturile de finală pe Andreea Mitu, iar în semifinală, pierde în 3 seturi, în fața italiencei Sara Errani.  Monica reușește să câștige turneul ITF de la Poitiers (Franța), în fața franțuzoaicei Pauline Parmentier.  La dublu Monica reușește să joace finalele de la Hobart (Australia), Wuhan (China) și Moscova (Rusia), ultimele două jucate alături de Irina-Camelia Begu. La Poitiers, Monica reușește să se impună și în proba de dublu, alături de românca Andreea Mitu.
Monica Niculescu încheie anul 2015 pe poziția 39 mondial la simplu și 33 mondial la dublu.

### 2016
Monica Niculescu deschide anul 2016 jucând la turneul de la Shenzhen, pe care îl câștigă la dublu, alături de sportiva din America, Vania King. La Australian Open pierde în turul al doilea, în fața rusoaicei Elizaveta Kulichkova, în trei seturi. La dublu Monica este cap de serie numărul 9, alături de Irina-Camelia Begu, dar sunt învinse în primul tur. La Fed Cup, Monica reușește să învingă numărul 9 mondial, Petra Kvitova. La turneul din Doha, Monica reușește două victorii importante împotriva sportivelor Sabine Lisicki și Jelena Jankovic, ca apoi să piardă în fața numărului trei mondial, Agnieszka Radwańska.La turneul din Indian Welles USA, Monica se califică în turul al treilea, unde pierde în fața polonezei Agnieszka Radwańska, iar la Miami USA, pierde în turul 4 în fața britanicei Johanna konta. Monica are un sezon foarte bun în proba de dublu, reușind la turneul din Miami, USA să elimine favoritele 1 ale turneului, și totodată numărul 1 mondial în proba pe echipe, Sania Mirza și Martina Hingis, victorie reușită alături de rusoaica Margarita Gasparyan. La turneul din Roma Italia, o are ca parteneră pe românca Irina-Camelia Begu, alături de care pierde în semifinale, avându-le ca adversare pe Martina Hingis/ Sania Mirza. Monica reușește să câștige tuneul WTA Washington DC USA, având-o ca parteneră pe belgianca  Yanina Wickmayer. Ajunge în finala turneului din Montreal Canada, alături de partenera sa, românca Simona Halep, cele două reușind să elimine în sferturile de finală favoritele 2 ale turneului, cuplul franțuzesc Kristina Mladenovic/Caroline Garcia. La Jocurile Olimpice de vară din 2016, Monica devine prima româncă din istorie, ce reușește să se califice în turul al doilea al Jocurile Olimpice de vară din 2016, învingând-o în primul tur, cu scorul de 6-2 6-3, pe Veronica Cepede Royg, din Paraguay. Este nevoită să se retragă din cadrul Jocurile Olimpice de vară din 2016, în turul al doilea, din cauza unei accidentări. Participă în cadrul Jocurilor Olimpice alături de Irina-Camelia Begu, dar pierde în primul tur. Monica reușește să câștige turneul de la New Haven, în proba de dublu, alături de indianca Sania Mirza, numărul 1 mondial. La US Open avansează până în turul al treilea unde pierde la Caroline Wozniacki, trecând în primul tur de Barbora Strycova și în al doilea tur de Ana Bogdan. La turneul de la Seul, are un parcurs bun, eliminând adversare în minim de seturi, pierzând numai 17 gameuri și ajunge până în finală. Pierde finala împotriva Larei Arruabarrena, cu scorul de 6-0,2-6,6-0. A fost a șasea finală din care a câștigat două. Ea este recunoscută pentru jocul ei, având un stil "neortodox".
Monica Niculescu a câștigat Turneul din Luxemburg, obținând astfel al treilea titlu din cariera sa. În finala care a avut loc la 22  octombrie 2016 a învins-o pe Petra Kvitova (locul 11 WTA).

### 2017
Monica a început sezonul la Shenzhen Open cu o victorie în primul tur împotriva lui Kai Lin Zhang în trei seturi 6-7; 6-1; 6-3, însă pierde în turul 2 cu Q. Wang, scor 6-7, 4-6.
La următorul turneu, Hobart Internațional, Niculescu a reușit să ajungă în finală unde a jucat împotriva jucătoarei belgiene Elise Mertens, pierzând însă (scor 3-6; 1-6).
La Australian Open, Monica Niculescu a pierdut în primul tur, atât în proba de simplu, cât și în cea de dublu. La simplu, a fost învinsă de jucătoarea venită din calificări, Anna Blinkova, iar, la dublu, Niculescu împreună cu partenera sa, Abigail Spears, au pierdut în fața perechii Andrea Petkovic și Mirjana Lučić-Baroni.
La St. Petersburg Ladies' Trophy, Niculescu a fost învinsă în primul tur de croata Ana Konjuh, scor 6-1, 3-6, 2-6. La dublu, Monica a făcut echipă cu Irina Begu și după ce au început turneul cu o victorie, au pierdut în fața favoritelor numărul 3, Daria Gavrilova/Kristina Mladenovic (Australia/Franța), scor 3-6, 2-6, într-o oră și 10 minute de joc.

## Primul turneu WTA câștigat
În Brazilia, februarie - martie 2013, după care, în aprilie, a ajuns în clasamentul WTA pentru 2013 pe locul 19.

## Viața personală
Monica Niculescu s-a născut în Slatina. Mama ei, Cristiana Silvia Niculescu, este farmacistă. Tatăl ei, Mihai Niculescu, este inginer. Monica are o soră mai mare, Gabriela, care este de asemenea o tenismenă profesionistă participantă la USC. Împreună au format cea mai bună echipă de dublu în Fed Cup, având opt victorii și zero înfrângeri. Jucători preferați în tenis sunt Martina Hingis și Andre Agassi. Îi plac filmele, shoppingul, cititul și petrecerea timpului cu familia. Filmul ei favorit este Butterfly Effect și actorul ei favorit este Ashton Kutcher.

## Finale importante

### Premier Mandatory/Premier 5 finale

#### Dublu: 1 (finală)
| Rezultat | An   | Turneu | Suprafață | Partener           | Adversar                   | Scor     |
| -------- | ---- | ------ | --------- | ------------------ | -------------------------- | -------- |
| Finalist | 2015 | Wuhan  | Dură      | Irina-Camelia Begu | Martina_Hingis Sania Mirza | 2−6, 3−6 |

## Finale WTA

### Simplu: 8 (5 finale, 3 titluri)
| Legendă (pre/post 2009)                      |
| -------------------------------------------- |
| Grand Slam tournaments (0–0)                 |
| WTA Tour Championships (0–0)                 |
| Tier I / Premier Mandatory & Premier 5 (0–0) |
| Tier II / Premier (0–0)                      |
| Tier III, IV & V / International (3–5)       |

| Rezultat   | Nr. | Data               | Turneu                                                 | Suprafață | Adversar          | Scor          |
| ---------- | --- | ------------------ | ------------------------------------------------------ | --------- | ----------------- | ------------- |
| Finalist   | 1.  | 23 octombrie 2011  | BGL Luxembourg Open, Luxemburg City, Luxemburg         | Hard (I)  | Victoria Azarenka | 2–6, 2–6      |
| Finalist   | 2.  | 21 octombrie 2012  | BGL Luxembourg Open, Luxembourg City, Luxembourg (2)   | Hard (I)  | Venus Williams    | 2–6, 3–6      |
| Câștigător | 1.  | 2 martie 2013      | Brasil Tennis Cup, Florianópolis, Brazilia             | Hard      | Olga Puchkova     | 6–2, 4–6, 6–4 |
| Câștigător | 2.  | 21 septembrie 2014 | Guangzhou International Women's Open, Guangzhou, China | Hard      | Alizé Cornet      | 6–4, 6–0      |
| Finalist   | 3.  | 15 iunie 2015      | Aegon Nottingham Open, Nottingham, Marea Britanie      | Iarbă     | Ana Konjuh        | 6–1, 4–6, 2–6 |
| Finalist   | 4.  | 25 September 2016  | Korea Open, Seoul, Coreea de Sud                       | Hard      | Lara Arruabarrena | 6-0, 2-6, 6-0 |
| Câștigător | 3.  | 22 October 2016    | BGL Luxembourg Open, Luxemburg City, Luxemburg         | Hard (I)  | Petra Kvitová     | 6–4, 6–0      |
| Finalist   | 5.  | 14 ianuarie 2017   | Hobart International, Hobart, Australia                | Hard      | Elise Mertens     | 3–6, 1–6      |

### Dublu: 21 (14 finale, 7 titluri)
| Legendă (pre/post 2009)                      |
| -------------------------------------------- |
| Grand Slam tournaments (0-0)                 |
| WTA Tour Championships (0-0)                 |
| Tier I / Premier Mandatory & Premier 5 (0-2) |
| Tier II / Premier (1–4)                      |
| Tier III, IV & V / International (6–7)       |

| Rezultat   | Nr. | Data               | Turneu                                                 | Suprafață | Partener           | Adversar                             | Scor                       |
| ---------- | --- | ------------------ | ------------------------------------------------------ | --------- | ------------------ | ------------------------------------ | -------------------------- |
| Finalist   | 1.  | 17 august 2008     | Pilot Pen Tennis, New Haven, SUA                       | Hard      | Sorana Cîrstea     | Květa Peschke Lisa Raymond           | 6–4, 5–7, [7–10]           |
| Câștigător | 1.  | 12 iulie 2009      | GDF SUEZ Grand Prix, Budapesta, Ungaria                | Zgură     | Alisa Kleybanova   | Alona Bondarenko Kateryna Bondarenko | 6–4, 7–6(7–5)              |
| Finalist   | 2.  | 2 august 2009      | Bank of the West Classic, Stanford, SUA                | Hard      | Chan Yung-jan      | Serena Williams Venus Williams       | 1–6, 4–6                   |
| Finalist   | 3.  | 16 ianuarie 2010   | Moorilla Hobart International, Hobart, Australia       | Hard      | Chan Yung-jan      | Květa Peschke Chuang Chia-jung       | 6–3, 3–6, [7–10]           |
| Finalist   | 4.  | 18 iulie 2010      | ECM Prague Open, Praga, Cehia                          | Zgură     | Ágnes Szávay       | Timea Bacsinszky Tathiana Garbin     | 5–7, 6–7(4–7)              |
| Finalist   | 5.  | 23 iulie 2011      | Baku, Azerbaidjan                                      | Hard      | Galina Voskoboeva  | Mariya Koryttseva Tatiana Poutchek   | 3–6, 6–2, [8–10]           |
| Câștigător | 2.  | 14 ianuarie 2012   | Moorilla Hobart International, Hobart, Australia       | Hard      | Irina-Camelia Begu | Chuang Chia-jung Marina Erakovic     | 6–7(4–7), 7–6(7–4), [10–5] |
| Finalist   | 6.  | 22 septembrie 2012 | Guangzhou International Women's Open, Guangzhou, China | Hard      | Jarmila Gajdošová  | Tamarine Tanasugarn Zhang Shuai      | 6–2, 2–6, [8–10]           |
| Finalist   | 7.  | 21 octombrie 2012  | BGL Luxembourg Open, Luxemburg City, Luxemburg         | Hard (I)  | Irina-Camelia Begu | Andrea Hlaváčková Lucie Hradecká     | 3–6, 4–6                   |
| Finalist   | 8.  | 22 iunie 2013      | AEGON International, Eastbourne, Marea Britanie        | Iarbă     | Klára Zakopalová   | Nadia Petrova Katarina Srebotnik     | 3-6, 3-6                   |
| Câștigător | 3.  | 4 ianuarie 2014    | Shenzhen Open, Shenzhen, China                         | Hard      | Klára Zakopalová   | Lyudmyla Kichenok Nadiya Kichenok    | 6–3, 6–4                   |
| Câștigător | 4.  | 11 ianuarie 2014   | Moorilla Hobart International, Hobart, Australia       | Hard      | Klára Zakopalová   | Lisa Raymond Zhang Shuai             | 6–2, 6–7(5–7), [10–8]      |
| Finalist   | 9.  | 13 aprilie 2014    | BNP Paribas Katowice Open, Katowice, Polonia           | Hard (I)  | Klára Koukalová    | Yuliya Beygelzimer Olga Savchuk      | 4–6, 7–5, [7–10]           |
| Finalist   | 10. | 17 ianuarie 2015   | Moorilla Hobart International, Hobart, Australia       | Hard      | Vitalia Diatchenko | Kiki Bertens Johanna Larsson         | 5–7, 3–6                   |
| Finalist   | 11. | 3 octombrie 2015   | Wuhan Open, Wuhan, China                               | Hard      | Irina-Camelia Begu | Martina Hingis Sania Mirza           | 2−6, 3−6                   |
| Finalist   | 12. | 24 octombrie 2015  | Kremlin Cup, Moscova, Rusia                            | Hard (I)  | Irina-Camelia Begu | Daria Kasatkina Elena Vesnina        | 3–6, 7–6(9–7), [5–10]      |
| Câștigător | 5.  | 9 ianuarie 2016    | Shenzhen Open, Shenzhen, China                         | Hard      | Vania King         | Xu Yifan Zheng Saisai                | 6−1, 6−4                   |
| Câștigător | 6.  | 24 iulie 2016      | Citi Open, Washington, D.C., Statele Unite             | Hard      | Yanina Wickmayer   | Shuko Aoyama Risa Ozaki              | 6–4, 6–3                   |
| Finalist   | 13. | 31 iulie 2016      | Rogers Cup, Montréal, Canada                           | Hard      | Simona Halep       | Ekaterina Makarova Elena Vesnina     | 3–6, 6–7(5–7)              |
| Câștigător | 7.  | 27 august 2016     | Connecticut Open, New Haven, Statele Unite             | Hard      | Sania Mirza        | Kateryna Bondarenko Chuang Chia-jung | 7–5, 6–4                   |
| Finalist   | 14. | 22 octombrie 2016  | Luxembourg Open, Luxemburg City, Luxemburg             | Hard (i)  | Patricia Maria Țig | Kiki Bertens Johanna Larsson         | 6–4, 5–7, [9–11]           |